# 2010–2011-es holland labdarúgó-bajnokság (harmadosztály)
A 2010–2011-es holland labdarúgó-bajnokság harmadosztálya az első volt a megújított harmadosztályú kiírásban.

## A kiírás
A Topklasse a holland labdarúgó bajnokság harmadosztálya. A bajnokságban nagyrészt amatőr csapatok mérkőznek meg egymással két csoportba osztva. A csoportok a hétvégi napok neveit viselik, szombati és vasárnapi rendszerben zajlanak a küzdelmek (Zaterdag Topklasse, Zondag Topklasse). A két csoportban 16-16 csapat méri össze erejét. A két csoport első helyezettjei automatikusan feljutnak az Eerste Divisie-be, de még összecsapnak a Topklasse bajnoka címért, az utolsó három helyezettek automatikusan kiesnek a Hoofdklasse küzdelmeibe, a két 13. helyezett pedig osztályozóra kényszerül, amely a Hoofdklasse rájátszásából kikerülő 6 csapat, és a Topklasse két 13. helyezett csapatai között zajlik, oda-visszavágós, egyenes kieséses rendszerben.

## ATopklasse2010/11-es csapatai

### Zaterdag Topklasse
| Klub                 | Város                  | Stadion               | Kapacitás | 2009/2010        |
| -------------------- | ---------------------- | --------------------- | --------- | ---------------- |
| CSV Apeldoorn        | Apeldoorn              | Sportpark Orderbos    | 2.500     | Hoofdklasse C 3. |
| SV ARC               | Alphen aan den Rijn    | Sportpark Zegersloot  | 9.000     | Hoofdklasse A 6. |
| Barendrecht          | Barendrecht            | Sportpark de Bongerd  | 1.500     | Hoofdklasse A 1. |
| Capelle              | Capelle aan den IJssel | Sportpark 't Slot     | 3.000     | Hoofdklasse A 2. |
| Excelsior '31        | Rijssen                | Sportpark De Koerbelt | 3.150     | Hoofdklasse C 1. |
| FC Lisse             | Lisse                  | Sportpark Ter Specke  | 7.000     | Hoofdklasse A 4. |
| Flevo Boys Emmeloord | Emmeloord              | Sportpark Ervenbos    | 3.000     | Hoofdklasse C 4. |
| SC Genemuiden        | Genemuiden             | Sportpark de Wetering | 5.900     | Hoofdklasse C 5. |
| HHC Hardenberg       | Hardenberg             | De Boshoek            | 4.500     | Hoofdklasse C 6. |
| Harkemase Boys       | Harkema                | De Bosk               | 5.500     | Hoofdklasse C 2. |
| HSV Hoek             | Hoek                   | Sportpark Denoek      | 2.500     | Hoofdklasse B 4. |
| IJsselmeervogels     | Spakenburg             | De Westmaat           | 9.000     | Hoofdklasse B 1. |
| vv Katwijk           | Katwijk                | De Krom               | 6.000     | Hoofdklasse A 5. |
| Rijnsburgse Boys     | Rijnsburg              | Sportpark Middelmors  | 6.100     | Hoofdklasse A 3. |
| Spakenburg           | Spakenburg             | De Westmaat           | 8.000     | Hoofdklasse B 3. |
| Sparta Nijkerk       | Nijkerk                | De Ebbenhorst         | 5.350     | Hoofdklasse B 2. |

### Bajnokság

#### Végeredmény
| poz | Klub                 | J  | GY | D | V  | P  | RG | KG | GK  |
| --- | -------------------- | -- | -- | - | -- | -- | -- | -- | --- |
| 1.  | IJsselmeervogels     | 30 | 19 | 5 | 6  | 62 | 68 | 39 | 29  |
| 2.  | Spakenburg           | 30 | 18 | 6 | 6  | 60 | 83 | 41 | 42  |
| 3.  | Rijnsburgse Boys     | 30 | 14 | 9 | 7  | 51 | 69 | 46 | 23  |
| 4.  | vv Katwijk           | 30 | 14 | 7 | 9  | 49 | 47 | 38 | 9   |
| 5.  | Excelsior '31        | 30 | 12 | 9 | 9  | 45 | 48 | 45 | 3   |
| 6.  | Capelle              | 30 | 12 | 8 | 10 | 44 | 46 | 36 | 10  |
| 7.  | SC Genemuiden        | 30 | 13 | 4 | 13 | 43 | 51 | 63 | -12 |
| 8.  | HHC Hardenberg       | 30 | 12 | 6 | 12 | 42 | 48 | 37 | 11  |
| 9.  | Barendrecht          | 30 | 12 | 6 | 12 | 42 | 35 | 36 | -1  |
| 10. | Harkemase Boys       | 30 | 12 | 5 | 13 | 41 | 53 | 52 | 1   |
| 11. | FC Lisse             | 30 | 11 | 8 | 11 | 41 | 52 | 51 | 1   |
| 12. | ARC                  | 30 | 9  | 6 | 15 | 33 | 42 | 61 | -19 |
| 13. | CSV Apeldoorn        | 30 | 8  | 8 | 14 | 32 | 47 | 70 | -23 |
| 14. | Flevo Boys Emmeloord | 30 | 7  | 8 | 15 | 29 | 40 | 68 | -28 |
| 15. | Sparta Nijkerk       | 30 | 7  | 7 | 16 | 28 | 35 | 58 | -23 |
| 16. | HSV Hoek             | 30 | 6  | 6 | 18 | 24 | 27 | 50 | -23 |

## Fordítás
- Ez a szócikk részben vagy egészben  a   Topklasse voetbal 2010/11 című holland Wikipédia-szócikk ezen változatának fordításán alapul.  Az eredeti cikk szerkesztőit annak laptörténete sorolja fel. Ez a jelzés csupán a megfogalmazás eredetét és a szerzői jogokat jelzi, nem szolgál a cikkben szereplő információk forrásmegjelöléseként.